# RePEc
RePEc (Research Papers in Economics) est un projet collaboratif de plusieurs centaines de volontaires de 79 pays destiné à permettre la plus large diffusion de la recherche en économie. Le cœur du projet est constitué par une base de données de papiers de recherche, d'articles et de programmes et logiciels. Le projet a démarré en 1997, succédant à une série d'initiatives telles NetEc (1993) ou encore WoPEc, EDIRC et EconWPA.
Grâce à sa base Ideas, RePEc fournit les liens de plus de 1 300 000 documents (articles). La plupart des contributions sont téléchargeables gratuitement, mais les droits intellectuels restent à leurs auteurs et les droits commerciaux aux éditeurs. RePEc est dans le monde, la plus vaste base de documents académiques téléchargeables sur Internet . EconPapers est un portail d'accès aux documents de RePEc.
Les documents disponibles sur RePEc sont adressés par les éditeurs, les départements ou institutions de recherche ou par les scientifiques eux-mêmes, via la Munich Personal RePEc Archive (MPRA). Les institutions, grâce à leurs propres archives, sont associées au travail d'archivage international initié par RePEc.
Les éditeurs scientifiques tels Elsevier et Springer, diffusent leurs articles via RePEc. RePEc alimente la base de données d'Econlit de l'American Economic Association, en documents de recherche et articles preprint des universités de pointe, pour un total de plus de 1 300 000 articles dont près de 1 200 000 sont en ligne.
Les documents, articles, institutions et auteurs (54 233 auteurs enregistrés dans le RePEc Author Service en septembre 2018, dont 10 406 femmes) sont classés selon leur notoriété (citations, téléchargements, etc.) au niveau international, national et par institution. RePEc peut servir de base pour des travaux bibliométriques.
Une veille intellectuelle affinée par branche de l'économie (les New Economic Papers (NEP)) permet de signaler aux abonnés, la parution des principaux nouveaux documents susceptibles de les intéresser (ex. Computational Economics NEP édité par le Professeur Stan Miles).